# 宗德韋奧戈省
宗德韋奧戈省（法語：Zoundwéogo）是布基納法索中南大區東部的一個省，面積3,604平方公里。2006年人口244,714人。首府芒加。
本區下轄七縣。